# Sheffield Wednesday Football Club
El Sheffield Wednesday Football Club és un club de futbol anglès, de la ciutat de Sheffield, a Yorkshire.

## Història

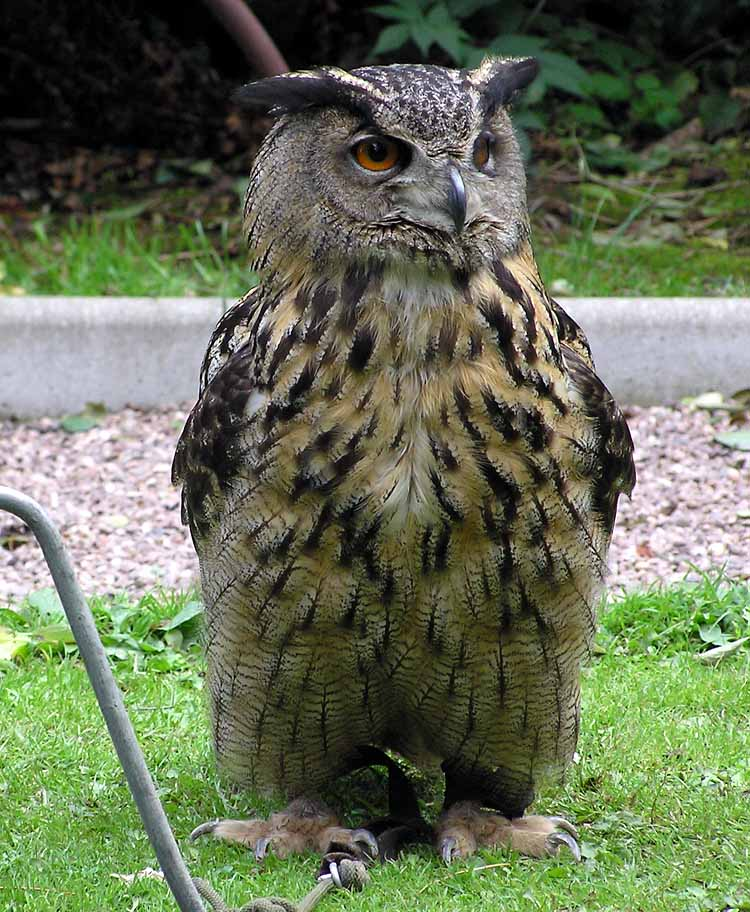
Owl (mussol)

Un dels clubs més històrics del futbol anglès, té els seus orígens en el Sheffield Wednesday Cricket Club, però no fou fins al 4 de setembre de 1867 quan es fundà el club de futbol. La secció de criquet desaparegué el 1925. S'uní a la Football League el 1892, vivint les dues següents dècades la seva millor època, on era conegut simplement com The Wednesday FC. La temporada 1902-03 guanyà la seva primera lliga anglesa. També destacà entre 1920 i 1930, amb jugadors com Jimmy Seed i Ernie Blenkinsop. Juga a l'estadi de Hillsborough des de 1899. Fins al 1914 l'estadi s'anomenava Owlerton Stadium. L'equip rep el sobrenom de the owls (els mussols).

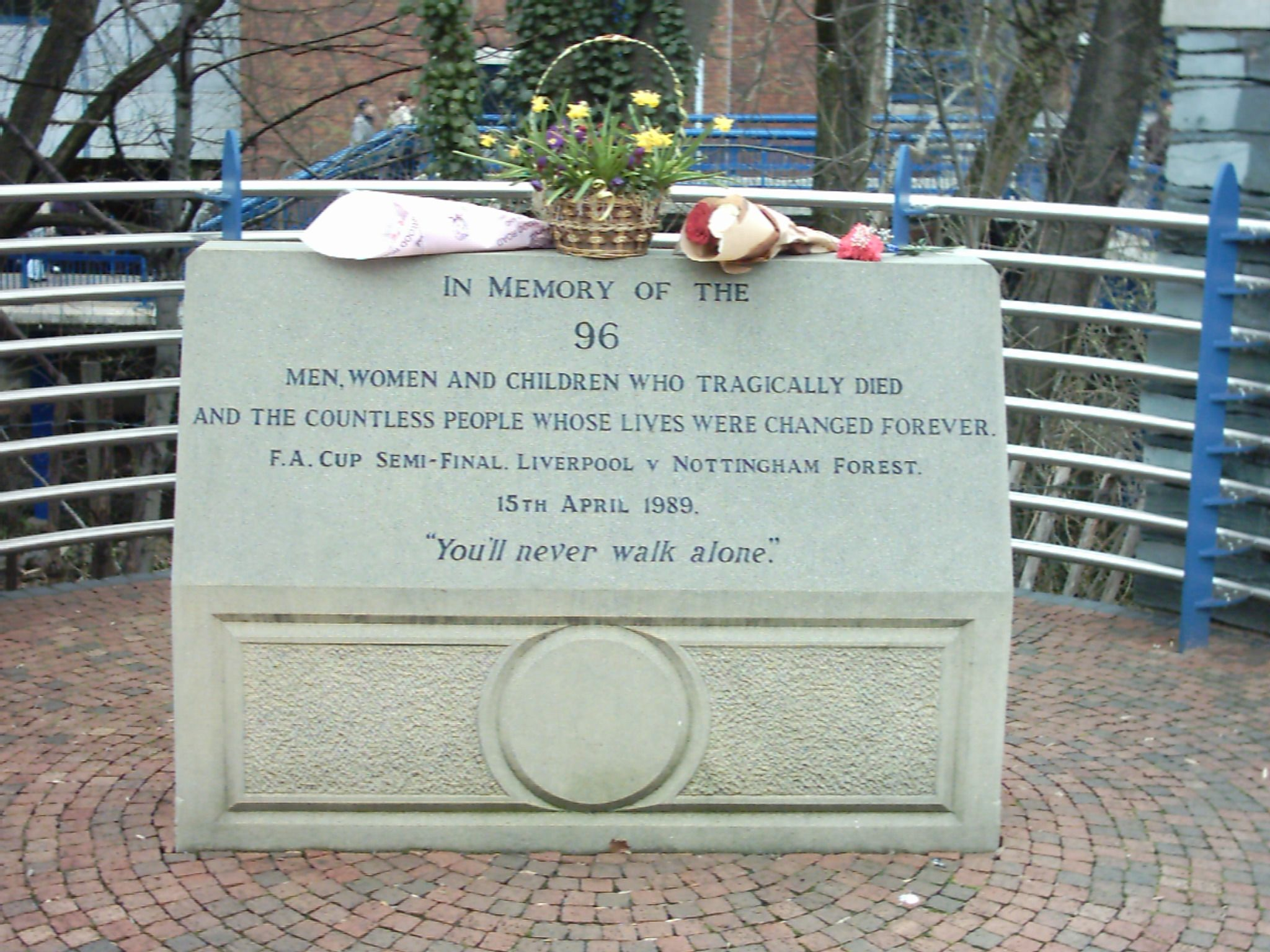
Memorial del desastre de Hillsborough

El 15 d'abril de 1989 es visqué a l'estadi de Hillsborough una de les majors tragèdies que ha patit el futbol anglès. Noranta-sis seguidors van morir aixafats a l'estadi del club durant un partit de semifinals de la Copa anglesa que enfrontava el Liverpool FC i el Nottingham Forest.

## Entrenadors destacats
- Arthur Dickinson 1891-1920
- Bob Brown 1920-1933
- Eric Taylor 1942-1958
- Jack Charlton 1977-1983
- Howard Wilkinson 1983-1988
- Trevor Francis 1991-1995
- Tony Pulis 2020

## Colors
El Sheffield Wednesday vesteix samarreta blanca i blava a franges verticals i pantaló negre.

## Palmarès
- 4 Lliga anglesa: 1902-03, 1903-04, 1928-29, 1929-30.
- 3 Copa anglesa: 1895-96, 1906-07, 1934-35.
- 1 Copa de la Lliga anglesa: 1990-91.
- 5 Lliga anglesa de Segona Divisió: 1899-00, 1925-26, 1951-52, 1955-56, 1958-59.
- 2 Community Shield: 1904, 1935.
- 1 Sheriff of London Charity Shield: 1905.